# Lac aux Grandes Pointes
Lac aux Grandes Pointes är en sjö i Kanada.   Den ligger i regionen Saguenay–Lac-Saint-Jean och provinsen Québec, i den östra delen av landet, 500 km nordost om huvudstaden Ottawa. Lac aux Grandes Pointes ligger 251 meter över havet. Arean är 6,6 kvadratkilometer. Den sträcker sig 7,3 kilometer i nord-sydlig riktning, och 4,7 kilometer i öst-västlig riktning.
I omgivningarna runt Lac aux Grandes Pointes växer i huvudsak blandskog. Trakten runt Lac aux Grandes Pointes är nära nog obefolkad, med mindre än två invånare per kvadratkilometer.